# Dantoniści

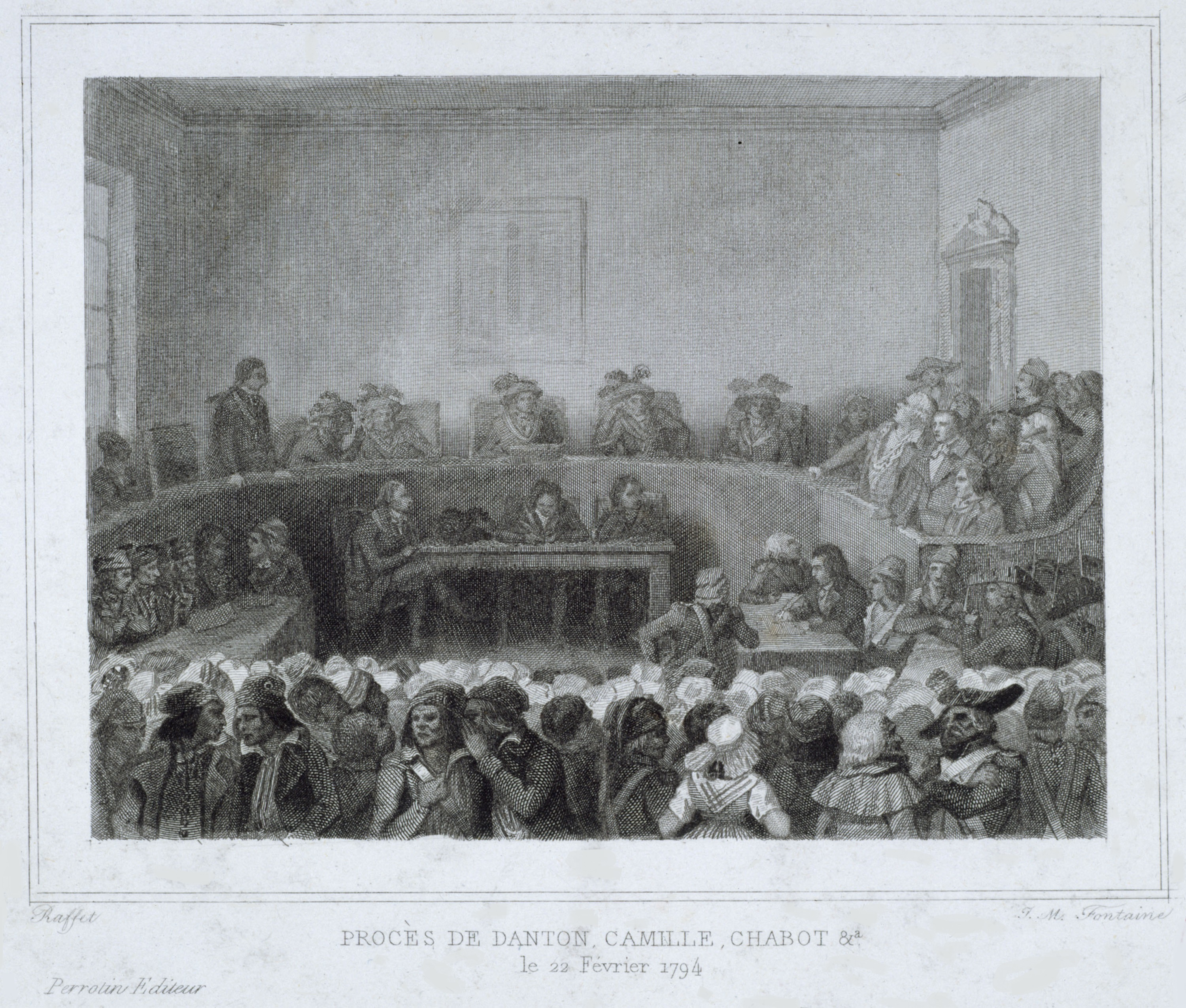
Proces dantonistów

Dantoniści (fr. indulgents, wym. [ɛ̃dylʒɑ̃]) – frakcja polityczna w ugrupowaniu kordelierów, na czele której stał Georges Danton. Funkcjonowała w latach 1793–1794. Została utworzona w trakcie rządów terroru zaprowadzonych w czasie rewolucji francuskiej. Ostatecznie szereg jej członków, w tym lider, zostało straconych na gilotynie.
Dantoniści, w odróżnieniu od hebertystów, którzy nazwali się następcami Jeana-Paula Marata, kwestionowali sens terroru. Dantonistami byli m.in. Camille Desmoulins, Philippe Fabre d’Églantine, François Joseph Westermann czy Marie-Jean Hérault de Séchelles.

## Wydarzenia

### Wzrost znaczenia Georges'a Dantona
10 sierpnia 1792 roku sankiuloci oraz żołnierze Gwardii Narodowej przypuścili atak na Pałac Tuileries i wymordowali prawie wszystkich szwajcarskich gwardzistów, a Ludwik XVI razem z rodziną zostali osadzeni w Temple. Oznaczało to koniec monarchii we Francji. Pomimo niewielkiego wkładu w te wydarzenia, Danton został okrzyknięty homme du 10 août 1792 (pol. człowiekiem 10 sierpnia) i zbudował swoją pozycję polityczną. Był to punkt przełomowy jego kariery. Danton zyskał sympatię ludu, który zaczął go uznawać za swojego przywódcę. Razem z Maximilienem de Robespierre’em zyskał kontrolę nad wyborami, co wykorzystał do obsadzania swoich ludzi.
13 czerwca 1793 roku żyrondystka Charlotte Corday zamordowała Marata, w wyniku czego między Dantonem a Robespierre’em zaczęła wywiązywać się rywalizacja. Sam Danton zaczął odcinać się od dziedzictwa Marata, którego śmierć była dla niego w pewnym stopniu korzystna. Ponadto podczas procesu oskarżyciele próbowali powiązać Corday z Fauchetem oraz innymi żyrondystami, których aresztowano wcześniej 2 czerwca.

### Walki frakcyjne
6 września 1793 roku Danton odmówił zajęcia miejsca w Komitecie Bezpieczeństwa Powszechnego, a 12 października wyjechał na wieś ze swoją drugą żoną. 31 października pod nieobecność Dantona dokonano egzekucji deputowanych żyrondystów skazanych dzień wcześniej. 15 listopada François Chabot i Claude Basire ujawnili przed Komitetem Bezpieczeństwa Powszechnego proceder wykorzystywania pieniędzy z likwidacji Kompanii Indyjskiej do opłacania hebertystów, którzy mieli destabilizować Republikę. Danton powrócił do Paryża 20 listopada (30 brumaire’a). Był przepełniony nienawiścią do hebertystów po tym, jak cztery dni wcześniej Chabot poinformował go o swoim donosie oraz aresztowaniu dantonistów. Do grudnia utworzono partię dantonistów, a Robespierre stwierdził, że Danton otacza się ludźmi, którzy nie są go godni.
5 grudnia 1793 roku dantonista Camille Desmoulins zaczął wydawać gazetę „Le Vieux Cordelier”. Jej dwa pierwsze tomy zostały zaakceptowane przez Robespierre’a. Mimo to Desmoulins stał się celem ataku jakobinów, przed którymi żarliwie bronił go Robespierre. W kolejnych wydaniach Desmoulins zaczął również atakować jakobiński Komitet Bezpieczeństwa Powszechnego. Z tego powodu 10 stycznia 1794 jakobini zażądali usunięcia go z klubu. Robespierre poparł wniosek po tym, jak Desmoulins odmówił zniszczenia niewygodnego nakładu gazety.
Według śledztwa policji w proceder wyprowadzania środków Kompanii miał być zamieszany Philippe Fabre d’Églantine, który był jednym z najbardziej oddanych sojuszników Dantona. Aresztowano go 13 stycznia 1794 roku. Oburzyło to Dantona, który przed Konwentem Narodowym domagał się dokładnego śledztwa oraz możliwości obrony dla aresztowanego. Próba ta zakończyła się fiaskiem, a sam Danton został w Konwencie zakrzyczany.

### Czystki polityczne
Jesienią 1793 roku jakobini rozpoczęli czystki wewnątrz własnego ugrupowania, aresztując Jacques’a Roux, Charles’a Leclerca, Jeana-François Varleta oraz kilku innych liderów „wściekłych”. 10 lutego 1794 roku mający niegdyś poparcie kordelierów Roux dokonał drugiej i tym razem udanej próby samobójczej w więzieniu. Niedługo po tym jakobini zaczęli pozbywać się swoich przeciwników politycznych pośród kordelierów. 13 marca aresztowano Jacques’a-René Héberta, Charles’a-Philippe'a Ronsina oraz François-Nicolasa Vincenta, a w następnych dniach dokonano aresztowania kolejnych 15 hebertystów. 24 marca po krótkim procesie przed Trybunałem Rewolucyjnym dokonano ich egzekucji. W nocy z 31 marca na 1 kwietnia 1794 roku aresztowano m.in. Dantona, Desmoulinsa, Westermanna, Jeana-François Delacroix oraz Pierre’a Philippeaux, po czym osadzono ich w Pałacu Luksemburskim.

## Proces
2 kwietnia 1794 (13 germinala drugiego roku) rozpoczął się proces, w trakcie którego sądzono aresztowanych dantonistów oraz François Chabota, Fabre’a, Hérault de Séchelles, Basire’a, Josepha Delaunaya, Juniusa Freya, Emmanuela Freya, cztery osoby oskarżone o fałszerstwo, dwóch szwagrów Chabot. Proces był prowadzony przez Antoine’a Fouquiera w Pałacu Sprawiedliwości i zgromadził tłumy paryżan. Skład sędziów został ograniczony do siedmiu wyselekcjonowanych osób, które były wrogo nastawione wobec Dantona. Sądzenie dantonistów wraz z fałszerzami oraz ludźmi zamieszanymi w sprawę likwidacji Kompanii Indyjskiej było zabiegiem celowym, gdyż społeczeństwo miało wiązać te sprawy ze sobą. Każdy z sądzonych usłyszał zarzuty osobno, a samego Dantona oskarżono o konspirację m.in. z Mirabeau, żyrondystami i rojalistami. Danton w czasie procesu zażądał obecności członków Konwentu oraz Komitetu Bezpieczeństwa Powszechnego, nazywając Saint-Justa tchórzem.
3 kwietnia dantoniści w dalszym ciągu żądali obecności członków Konwentu oraz Komitetu. Ponadto zwracali oni uwagę na fakt, iż odmawiano im prawa do obrony. Obserwatorzy procesu ulegali wypowiedziom dantonistów, a na sali zapanował chaos, w wyniku czego Fouquier wystosował notkę do Komitetu, w której to opisał sytuację i poprosił o dalsze instrukcje. Sam Robespierre zareagował milczeniem i unikał wypowiadania się na temat Dantona. Tego samego dnia wysłannicy Komitetu: Jean-Pierre-André Amar, Marc Vadier i Jacques-Louis David uczestniczyli w rozprawie jako obserwatorzy.
4 kwietnia Saint-Just wystąpił w Konwencie, oskarżając Lucile Desmoulins, żonę Camille'a Desmoulinsa, o przyjęcie pieniędzy w celu wywołania powstania. Na skutek przemówienia Saint-Justa Trybunał otrzymał prawo do wykluczenia z rozprawy każdego, kto znieważa prowadzących rozprawę. Ponadto Lucile aresztowano i osadzono w więzieniu Sainte-Pélagie, a na rozprawie zjawili się członkowie Komitetu: Vadier i Jean-Henri Voulland. Przekazali Fouquierowi pismo z Konwentu, które zostało odczytane na sali sądowej. Desmoulins rozpłakał się na wieść o aresztowaniu żony, zaś Danton wygłaszał kolejne płomienne mowy, czym zyskiwał sobie sympatię tłumu, upokarzając przy tym Vadiera i Voullanda.
5 kwietnia sędziowie Trybunału zamknęli obrady bez udzielenia oskarżonym prawa do obrony. Danton, Desmoulins, Lacroix, Hérault, Philippeaux i Westermann wyrazili swoje niezadowolenie w agresywnych wypowiedziach, zaś sędziowie w odpowiedzi wytknęli im nieobyczajne zachowanie w trakcie rozprawy. Oskarżeni zareagowali jeszcze większą agresją, co poskutkowało wyprowadzeniem ich z sali rozpraw. Po zakończeniu obrad zadecydowano o winie oskarżonych przy stosunku głosów 4:3. Skazanych zgilotynowano tego samego dnia na Place de la Révolution (aktualny Place de la Concorde).

## W kulturze
W 1983 roku Andrzej Wajda na podstawie sztuki Stanisławy Przybyszewskiej o nazwie „Sprawa Dantona” nakręcił film „Danton”. Przedstawił w nim postać człowieka 10 sierpnia w ostatnich dniach przed egzekucją, jego relację z Robespierre’em oraz proces, ukazując przy tym losy m.in. Desmoulinsa oraz Philippeaux. W odróżnieniu od Przybyszewskiej Wajda nie idealizował Robespierre’a w swoim dziele.